# Kościół Narodzenia Najświętszej Maryi Panny w Hyżnem
Kościół Narodzenia Najświętszej Maryi Panny – rzymskokatolicki kościół parafialny należący do parafii pod tym samym wezwaniem (dekanat Błażowa archidiecezji przemyskiej).
Obecna świątynia została wzniesiona w latach 1727-1739, przez miejscowego proboszcza księdza Piotra Antoniego Nawrotowskiego (1718-1746). Był on szczególnym orędownikiem kultu Matki Bożej. Powołał tutaj m.in. Bractwo Niepokalanego Poczęcia Najświętszej Maryi Panny, które działało do 1897 roku (dogmat o Niepokalanym Poczęciu został ogłoszony w 1858 roku) i spisał ponad 300 przypadków łask i uzdrowień. Po ich zbadaniu władze kościelne w 1747 roku uznały Obraz Matki Bożej za cudowny (w rok po śmierci księdza Nawrotowskiego). Ten trzeci kościół został poświęcony w 1745 roku przez biskupa Wacława Hieronima Sierakowskiego.
Przez kilkanaście lat, zanim zakończono budowę świątyni, w jej bocznej kaplicy były odprawiane nabożeństwa. Tutaj również został umieszczony Obraz Matki Bożej z Dzieciątkiem Jezus, który słynął z licznych łask. Po przeniesieniu Obrazu do głównego ołtarza, cześnik z Gostynia, Kasper Aleksander Nieborowski, właściciel Nieborowa, ufundował do bocznej kaplicy ołtarz i obraz Niepokalanego Poczęcia Najświętszej Maryi Panny, jako wotum wdzięczności Panu Bogu za otrzymane łaski. Dlatego ludzie zaczęli błędnie myśleć, że „Łaskawym” jest obraz Najświętszej Panny Niepokalanie Poczętej.
Świątynia była wielokrotnie gruntownie remontowana. W latach 1912–1913 ówczesny proboszcz ksiądz Ignacy Łachecki (1908-1959) rozbudował i poszerzył istniejący kościół poprzez dobudowanie dwóch naw bocznych. Chociaż inny był projekt rozbudowy, ale czas I wojny światowej nie pozwolił go zrealizować. Ksiądz Łachecki zaczął także starać się o koronację Obrazu Matki Bożej.